# Arizona Village
Arizona Village és una concentració de població designada pel cens dels Estats Units a l'estat d'Arizona. Segons el cens del 2000 tenia 351 habitants.

## Demografia
Segons el cens del 2000, Arizona Village tenia 351 habitants, 83 habitatges, i 77 famílies La densitat de població era de 130,3 habitants/km².
Dels 83 habitatges en un 68,7% hi vivien nens de menys de 18 anys, en un 30,1% hi vivien parelles casades, en un 48,2% dones solteres, i en un 7,2% no eren unitats familiars. En el 7,2% dels habitatges hi vivien persones soles el 7,2% de les quals corresponia a persones de 65 anys o més que vivien soles. El nombre mitjà de persones vivint en cada habitatge era de 4,23 i el nombre mitjà de persones que vivien en cada família era de 4,25.
Per edats la població es repartia de la següent manera: un 48,7% tenia menys de 18 anys, un 12,8% entre 18 i 24, un 26,5% entre 25 i 44, un 10,3% de 45 a 60 i un 1,7% 65 anys o més.
L'edat mediana era de 19 anys. Per cada 100 dones de 18 o més anys hi havia 87,5 homes.
La renda mediana per habitatge era de 26.406 $ i la renda mediana per família de 23.571 $. Els homes tenien una renda mediana de 26.875 $ mentre que les dones 21.667 $. La renda per capita de la població era de 9.591 $. Aproximadament el 23% de les famílies i el 22,4% de la població estaven per davall del llindar de pobresa.

## Poblacions més properes
El següent diagrama mostra les poblacions més properes.